# Malum prohibitum
Malum prohibitum (plural mala prohibita, traducción literal: "mal [como o porque] está prohibido") es una expresión latina utilizada en Derecho para referirse a una conducta que constituye un acto ilícito sólo en virtud de una ley, por oposición a una conducta que es mala en sí misma, o malum in se.
Una conducta que viola tan claramente las normas sociales de conducta permitida que es ilegal según el derecho consuetudinario inglés suele considerarse malum in se. Un delito que es malum prohibitum puede no parecer a primera vista que viola directamente las normas morales. La distinción entre estos dos casos se analiza en State of Washington v. Thaddius X. Anderson:

Los delitos penales pueden dividirse en dos categorías generales: malum in se y malum prohibitum.  La distinción entre delitos malum in se y malum prohibitum se caracteriza mejor de la siguiente manera: un delito malum in se es naturalmente malo según lo juzga el sentido de una comunidad civilizada, mientras que un delito malum prohibitum es malo sólo porque una ley así lo establece. State v. Horton, 139 N.C. 588, 51 S.E. 945, 946 (1905).

Los "delitos contra el bienestar público" son un subconjunto de los delitos malum prohibitum, ya que suelen ser de naturaleza reglamentaria y a menudo "no provocan un daño directo o inmediato a la persona o a la propiedad, sino que simplemente crean el peligro o la probabilidad del mismo que la ley trata de minimizar." Bash, 130 Wn.2d at 607 (citando Morissette v. United States, 342 U.S. 246, 255–56, 72 S. Ct. 240, 96 L. Ed. 288 (1952)); véase también State v. Carty, 27 Wn. App. 715, 717, 620 P.2d 137 (1980).

Ejemplos de delitos que suelen considerarse mala prohibita son la alteración del orden público, el juego, la posesión de sustancias controladas, la prostitución, la intoxicación pública, la resistencia a la autoridad, el exceso de velocidad y el vagabundeo.